# 马世芬
马世芬，中华人民共和国政治人物。
担任沈阳市消费合作社副主任、中国伊斯兰教协会委员。1954年，当选第一届全国人民代表大会代表。